# Valderrobres
Valderrobres (katalánul: Vall-de-roures) község Spanyolországban, Teruel tartományban. Valderrobres La Sénia, Peñarroya de Tastavins, Fuentespalda, La Portellada, La Fresneda, Torre del Compte, Cretas és Beceite községekkel határos. Lakosainak száma 2545 fő (2024).

## Népesség
A település népessége az utóbbi években az alábbiak szerint változott:
| Lakosok száma | 1889 | 2048 | 2189 | 2285 | 2335 | 2337 | 2338 | 2425 | 2498 | 2545 |
|               | 2001 | 2004 | 2007 | 2009 | 2012 | 2014 | 2017 | 2019 | 2022 | 2024 |